# Hôtel d'Entrecasteaux
L'hôtel d'Entrecasteaux, aussi appelé hôtel Isoard de Vauvenargues, ou de Boniface-Leydet, ou Gucidan est un hôtel particulier situé 10 cours Mirabeau, à Aix-en-Provence dans le département français des Bouches-du-Rhône et la région Provence-Alpes-Côte d'Azur.

## Historique
Construit en 1710 pour François Boniface-Leydet, sieur de Peynier, conseiller au Parlement de Provence, le bâtiment fut vendu en 1731 à Gaspard de Gueydan. En 1761 il fut acquis par Jean Baptiste Bruni, marquis d’Entrecasteaux, président à mortier.
L’hôtel fut vendu en 1810 au cardinal d’lsoard, dont la belle-sœur avait acheté en 1791 le château de Vauvenargues. En 1950 c’est un avocat qui s’y installe, Maître Bonelli, et plus tard un orfèvre, M.Vita.
Le bâtiment, le jardin, le portail, le mur de clôture et les communs font l'objet d'un classement au titre des monuments historiques depuis le 23 novembre 1989.

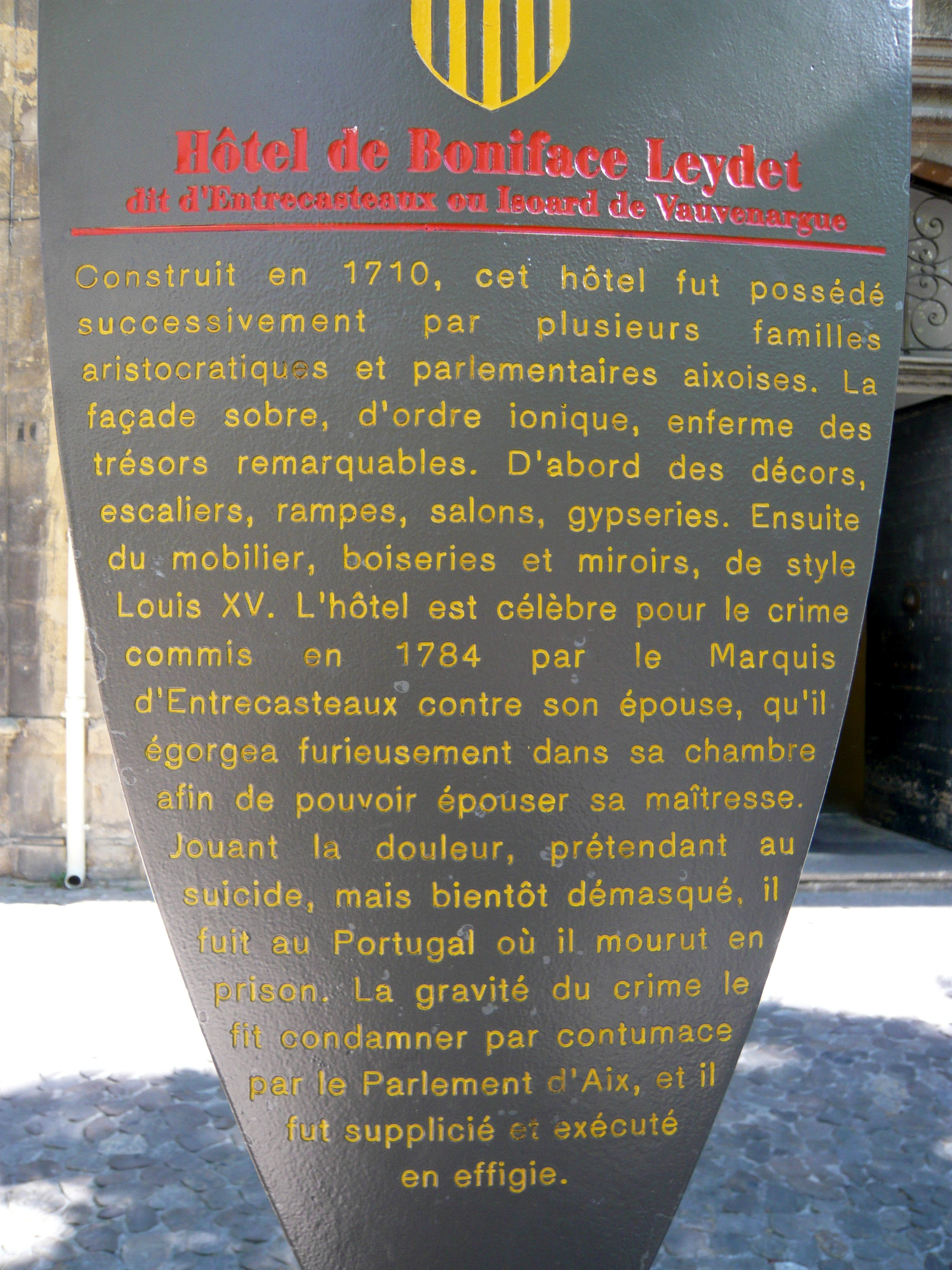
Plaque historique de l'Hôtel de Boniface Leydet, dit d'Entrecasteaux ou Isoard de Vauvenargues à Aix

## Architecture
Le bâtiment a une façade sobre avec corniche. La porte principale montre un  encadrement de style ionique, avec une ferronnerie du XVIIIe siècle, sur laquelle on a ostensiblement ajouté les lettres "I" et "V", pour Isoard-Vauvenargues.

En entrant, au rez-de-chaussée, l'ancienne salle à manger présente des gypseries. Elles symbolisent des trophées de chasse et de pêche. Au dessus des portes et des cheminées, des enfants chassent, pêchent, moissonnent ou se réchauffent devant un feu de bois. On remarque dans les coins deux belles fontaines en marbre du Tholonet avec des figures sculptées de Neptune et naïade. L'écrivain et historien aixois Marcel Provence cite avec admiration le temps où l'on servait: 

« la lèbre d'Entrecasteaux, la perdrix de Saint Antonin et les truites de Bresc. »

La rampe d'escalier donnant sur le premier étage date du XVIIe siècle et sa main courante est soutenue par des lyres accolées.